# Saison 2018-2019 du VfB Stuttgart
Maillots
Chronologie
Saison précédente Saison suivante
La saison 2018-2019 est la 2e saison du VfB Stuttgart consécutive en Bundesliga.

## Transferts

### Transferts estivaux
| Nom            | Nationalité | Poste     | Transfert       | Provenance/Destination | Division       |
| -------------- | ----------- | --------- | --------------- | ---------------------- | -------------- |
| Arrivées       |             |           |                 |                        |                |
| Pablo Maffeo   | Espagne     | Défenseur | Transfert (9M€) | Manchester City FC     | Premier League |
| Gonzalo Castro | Allemagne   | Milieu    | Transfert (5M€) | Borussia Dortmund      | Bundesliga     |
| Départs        |             |           |                 |                        |                |

### Transferts hivernaux
| Nom               | Nationalité | Poste     | Transfert        | Provenance/Destination | Division     |
| ----------------- | ----------- | --------- | ---------------- | ---------------------- | ------------ |
| Arrivées          |             |           |                  |                        |              |
| Alexander Esswein | Allemagne   | Attaquant | Prêt             | Hertha Berlin          | Bundesliga   |
| Steven Zuber      | Suisse      | Milieu    | Prêt             | TSG Hoffenheim         | Bundesliga   |
| Ozan Kabak        | Turquie     | Défenseur | Transfert (11M€) | Galatasaray SK         | Süper Lig    |
| Départs           |             |           |                  |                        |              |
| Berkay Özcan      | Turquie     | Milieu    | Transfert        | Hambourg SV            | 2.Bundesliga |
| Hans Nunoo Sarpei | Ghana       | Milieu    | Prêt             | SpVgg Greuther Fürth   | 2.Bundesliga |

## Compétitions
| Seizième 28 points | Premier tour |
| 7V 7N 20D          | 0V 0N 1D     |
| TOTAL: 7V 7N 21D   |              |

### Championnat

#### Journées 6 à 10
Après la 7e journée, la défaite à Hannovre et la lanterne rouge, le club licencie Tayfun Korkut et engage Markus Weinzierl comme entraîneur.

#### Classement
| Rang | Équipe         | Pts | J  | G | N  | P  | Bp | Bc | Diff | Qualification ou relégation                 |
| ---- | -------------- | --- | -- | - | -- | -- | -- | -- | ---- | ------------------------------------------- |
| 14   | Schalke 04     | 33  | 34 | 8 | 9  | 17 | 37 | 55 | −18  |                                             |
| 15   | FC Augsburg    | 32  | 34 | 8 | 8  | 18 | 51 | 71 | −20  |                                             |
| 16   | VfB Stuttgart  | 28  | 34 | 7 | 7  | 20 | 32 | 70 | −38  | Qualification pour le barrage de relégation |
| 17   | Hanovre 96     | 21  | 34 | 5 | 6  | 23 | 31 | 71 | −40  | Relégation en 2. Bundesliga                 |
| 18   | FC Nuremberg P | 19  | 34 | 3 | 10 | 21 | 26 | 68 | −42  | Relégation en 2. Bundesliga                 |

#### Évolution du classement et des résultats
| Résultat | D   | D   | N   | N   | D   | V   | D   | D   | D   | D   | V   | D   | V   | D   | V   | D   | D   | D   | D   | N   | D   | D   | N   | V   | D   | N   | D   | N   | D   | D   | V   | D   | V   | N   | — | — | — |
| Rang     | 13e | 18e | 16e | 17e | 17e | 16e | 18e | 17e | 17e | 17e | 18e | 18e | 16e | 16e | 15e | 16e | 16e | 16e | 16e | 16e | 16e | 16e | 16e | 16e | 16e | 16e | 16e | 16e | 16e | 16e | 16e | 16e | 16e | 16e | 0 |   |   |

## Joueurs et encadrement technique

### Effectif professionnel
Le tableau suivant liste l'effectif professionnel du VfB Stuttgart pour la saison 2018-2019.

## Statistiques

### Statistiques collectives
| Compétition       | Débute au tour | Termine      | Matches joués | Gagnés | Nuls | Perdus | Buts pour | Buts contre | Différence |
| ----------------- | -------------- | ------------ | ------------- | ------ | ---- | ------ | --------- | ----------- | ---------- |
| Bundesliga        | -              | Seizième     | 34            | 7      | 7    | 20     | 32        | 70          | -38        |
| Coupe d'Allemagne | Premier tour   | Premier tour | 1             | 0      | 0    | 1      | 0         | 2           | -2         |
| Total             | -              | -            | 35            | 7      | 7    | 21     | 32        | 72          | -40        |

### Statistiques individuelles
(Mis à jour le 25 décembre 2018)
| Numéro | Nat. | Nom       | Championnat | Championnat | Championnat    | Championnat | Championnat  | Coupe d'Allemagne | Coupe d'Allemagne | Coupe d'Allemagne | Coupe d'Allemagne | Coupe d'Allemagne | Total | Total       | Total          | Total  | Total        |
| Numéro | Nat. | Nom       | M.j.        | But inscrit | Passe décisive | Averti      | Carton rouge | M.j.              | But inscrit       | Passe décisive    | Averti            | Carton rouge      | M.j.  | But inscrit | Passe décisive | Averti | Carton rouge |
| ------ | ---- | --------- | ----------- | ----------- | -------------- | ----------- | ------------ | ----------------- | ----------------- | ----------------- | ----------------- | ----------------- | ----- | ----------- | -------------- | ------ | ------------ |
| 1      |      | Zieler    | 17          | 0           | 0              | 2           | 0            | 1                 | 0                 | 0                 | 0                 | 0                 | 18    | 0           | 0              | 2      | 0            |
| 2      |      | Insúa     | 12          | 1           | 1              | 2           | 1            | 1                 | 0                 | 0                 | 0                 | 0                 | 13    | 1           | 1              | 2      | 1            |
| 3      |      | Aogo      | 9           | 0           | 0              | 1           | 0            | 1                 | 0                 | 0                 | 0                 | 0                 | 10    | 0           | 0              | 1      | 0            |
| 4      |      | Kempf     | 7           | 0           | 0              | 2           | 0            | 0                 | 0                 | 0                 | 0                 | 0                 | 7     | 0           | 0              | 2      | 0            |
| 5      |      | Baumgartl | 15          | 1           | 0              | 2           | 0            | 1                 | 0                 | 0                 | 0                 | 0                 | 16    | 1           | 0              | 2      | 0            |
| 6      |      | Ascacíbar | 16          | 0           | 0              | 6           | 0            | 0                 | 0                 | 0                 | 0                 | 0                 | 16    | 0           | 0              | 6      | 0            |
| 7      |      | Maffeo    | 8           | 0           | 0              | 1           | 0            | 1                 | 0                 | 0                 | 1                 | 0                 | 9     | 0           | 0              | 2      | 0            |
| 8      |      | Castro    | 12          | 1           | 1              | 0           | 0            | 1                 | 0                 | 0                 | 0                 | 0                 | 13    | 1           | 1              | 0      | 0            |
| 10     |      | Didavi    | 7           | 0           | 1              | 0           | 0            | 1                 | 0                 | 0                 | 0                 | 0                 | 8     | 0           | 1              | 0      | 0            |
| 11     |      | Dónis     | 10          | 2           | 0              | 2           | 0            | 1                 | 0                 | 0                 | 0                 | 0                 | 11    | 2           | 0              | 2      | 0            |
| 17     |      | Thommy    | 15          | 1           | 1              | 4           | 1            | 1                 | 0                 | 0                 | 0                 | 0                 | 16    | 1           | 1              | 4      | 1            |
| 19     |      | Akolo     | 13          | 0           | 1              | 0           | 0            | 1                 | 0                 | 0                 | 0                 | 0                 | 14    | 0           | 1              | 0      | 0            |
| 20     |      | Gentner   | 17          | 0           | 1              | 2           | 0            | 1                 | 0                 | 0                 | 0                 | 0                 | 18    | 0           | 1              | 2      | 0            |
| 21     |      | Pavard    | 14          | 0           | 0              | 0           | 0            | 0                 | 0                 | 0                 | 0                 | 0                 | 14    | 0           | 0              | 0      | 0            |
| 22     |      | Gonzalez  | 16          | 1           | 1              | 2           | 0            | 1                 | 0                 | 0                 | 0                 | 0                 | 17    | 1           | 1              | 2      | 0            |
| 23     |      | Aidonis   | 2           | 0           | 0              | 1           | 0            | 0                 | 0                 | 0                 | 0                 | 0                 | 2     | 0           | 0              | 1      | 0            |
| 24     |      | Sosa      | 5           | 0           | 0              | 2           | 0            | 0                 | 0                 | 0                 | 0                 | 0                 | 5     | 0           | 0              | 2      | 0            |
| 25     |      | Dajaku    | 2           | 0           | 0              | 0           | 0            | 0                 | 0                 | 0                 | 0                 | 0                 | 2     | 0           | 0              | 0      | 0            |
| 27     |      | Gómez     | 17          | 5           | 1              | 3           | 0            | 1                 | 0                 | 0                 | 0                 | 0                 | 18    | 5           | 2              | 3      | 0            |
| 28     |      | Badstuber | 7           | 0           | 0              | 1           | 0            | 1                 | 0                 | 0                 | 0                 | 0                 | 8     | 0           | 0              | 1      | 0            |
| 31     |      | Özcan     | 3           | 0           | 0              | 0           | 0            | 0                 | 0                 | 0                 | 0                 | 0                 | 3     | 0           | 0              | 0      | 0            |
| 32     |      | Beck      | 12          | 0           | 1              | 0           | 0            | 0                 | 0                 | 0                 | 0                 | 0                 | 12    | 0           | 1              | 0      | 0            |
| 36     |      | Sarpei    | 2           | 0           | 0              | 0           | 0            | 0                 | 0                 | 0                 | 0                 | 0                 | 2     | 0           | 0              | 0      | 0            |